# Boris Pigovat
Boris Pigovat (hébreu : בוריס פיגובט ; Odessa, 26 octobre 1953) est un compositeur Israélien. Plusieurs de ses œuvres ont été jouées à travers le monde.

## Biographie
Boris Pigovat étudie à l'Institut de Musique Gnessin de Moscou. Entre 1978 et 1990, il vit au Tadjikistan et immigre en Israël en 1990. En 2002, il reçoit son diplôme de docteur de l'Université Bar-Ilan, en Israël.
En 1988, il remporte la mention spéciale du diplôme au Concours des compositeurs de Budapest, pour sa composition Musica dolorosa no 2 pour quatuor de trombones.
En 1995, il reçoit le prix de l'ACUM (qui gère les droits des compositeurs israéliens) pour sa composition du Requiem de l'Holocauste pour alto et orchestre symphonique. La première mondiale du Requiem est donné au Mémorial de la soirée consacrée à la tragédie de Babi Yar (à Kiev, le 2 octobre 2001). L'œuvre est interprétée par le soliste Rainer Moog (Allemagne) et l'Orchestre symphonique national d'ukraine, dirigé par Roman Kofman. En 2008, le Requiem est présenté à Wellington, en Nouvelle-Zélande, au Concert de Commémoration du 70e Anniversaire de la nuit de cristal, avec en soliste Donald Maurice et le Vector Wellington Orchestra, dirigé par Marc Taddei. En 2010, le label néo-zélandais Attol a publié un disque du Requiem de l'enregistrement public d'un concert radiophonique. En plus du Requiem, trois autres compositions ont été enregistrées par l'altiste Donald Maurice pour ce disque : « Prière » pour alto et piano, « Le silence de la musique » pour alto et harpe et « Nigun » pour quatuor à cordes.
En 2000, Pigovat reçoit le prix du Premier Ministre de l'État d'Israël.
Sa composition « Massada » est interprété à la GICA « journées mondiales de la musique 2000 » au festival de Luxembourg et à la Conférence WASBE de 2003 à Jonkoping en Suède.
Le poème symphonique « Vent du Yémen » est joué au Festival asiatique de Musique de Tokyo en 2003 et à la conférence WASBE de 2009 à Cincinnati.
En 2005, il reçoit un prix ACUM pour sa pièce « le Chant de la Mer », un poème symphonique pour orchestre, qui est créé au Carnegie Hall de New York.

## Œuvres
Pigovat a composé pour orchestre symphonique et orchestres à cordes, pour ensembles de musique de chambre, pour voix solistes et pour chœur. La liste complète de ses compositions peuvent être trouvés sur le site officiel. Sa musique est disponible  à l'écoute librement en ligne. Suit, une sélection de ses compositions.
Orchestre symphonique
- Requiem « L'Holocauste » (1994-1995) pour alto et orchestre symphonique
- Lest we forget [Qu'on se souvienne] (2010) poème pour orchestre symphonique
- Poème de l'aube (2010) musique romantique pour alto et orchestre symphonique
- Jardin magique (2009) poème pour orchestre symphonique
- A song of Ascents (2007)
- Suite pour percussion et orchestre symphonique (1998)
- Tachanun [Supplication] (1996)
- La naissance de Vénus de Botticelli (1996) pour violon et orchestre symphonique
- Jérusalem (1993) Poème-fantaisie pour orchestre symphonique
- Musica dolorosa (1986, rév. 1990)
- Symphonie n° 1 « Mémorial » (1984, rév. 1987)
- Symphonietta (1984)

Orchestre à cordes
- Mariage Juif (2008) pour clarinette et orchestre à Cordes
- Nigun (1996)
- En style argentin (2008) pour orchestre à cordes (option - pour flûte et cordes)
- Tzafat (Safed) (2004) Rhapsodie klezmer pour violon et orchestre à cordes
- Dédié à Marc Chagall (Hava Nigala)(2003) Rhapsodie Juive pour orchestre à cordes (option - cordes et piano)
- Cinquième lamentation de Jérémie (2001)
- Toccata (1997)
- La petite sirène (1994) d'après le conte de H. C. Andersen
- Variations « Jonatan » (1984)
- Symphonie n° 2 (1989)

Orchestre à vent
- Qu'on se souvienne (2009) Poème symphonique pour orchestre d'harmonie
- Le Vent du Yémen (2000) Image pour orchestre à vents
- Le chant de la mer (2005) poème symphonique pour orchestre d'harmonie
- Marche de concert (2006)
- Massada (1997) poème symphonique pour orchestre d'harmonie
- Sur le mon Sinaï (2004) poème symphonique pour harmonie
- Ouverture Orientale (2007)
- Éxile (2006)
- Les souvenirs russes (2006)
- Idylle (2006)
- Quatre contes de fées (2005)
- La fanfare de l'indépendance (2004)
- Dies Irae (2001) poème symphonique pour orchestre d'harmonie
- Dédié à Marc Chagall (Hava Nagila) (2003) Rhapsodie juive pour orchestre à vent
- Dédié à Marc Chagall (Hava Nagila) (2003) Version pour ensemble de cuivres
- Tzfat (Safed) (2002) rhapsodie klezmer pour trombone et orchestre à vent
- Dédié à « Kamarinskaia » (2001) pour ensemble à vent
- Chansons de Kinneret (2001) fantaisie pour orchestre à vent, basée sur les chansons Israéliennes
- Shalom Alechem (2001) mélodie traditionnel juive, arrangée pour orchestre à vent
- Toccata pour instruments de percussion et orchestre à vent (1999)
- La chanson héroïque (1998) poème symphonique pour orchestre d'harmonie
- Pastorale et Burlesque (1997)

Musique de chambre
- « Magnificat » de Botticelli, pour alto et piano (2010)
- Nigun, version pour quatuor à cordes (2010)
- Mariage Juif (2008) version pour clarinette et quatuor à cordes
- Court voyage musical (2008) Pour 2 marimbas
- Trois pièces pour quintette de flûtes (2008)
- Le Printemps de Botticelli (2007) Pour piccolo et harpe
- Deux pièces (1999) pour tuba et piano
- Le silence de la musique (1997) pour alto et harpe (versions pour alto et piano ; violon et piano ; clarinette et harpe)
- Shulamit (1996) Pour flûte, basson et harpe
- Izkor (1996) pour 3 marimbas et timbales
- The scarlet sail (1995) pour violon et piano
- Prière (1994) pour alto et piano (version pour violon et piano, 1995)
- Méditation (1994) pour trombone et piano
- Pastorale (1992) pour flûte et harpe (version pour flûte et piano)
- Musica dolorosa n°2 (1988) pour quatuor de trombones
- Sonate pour alto et piano (2012)
- Sonate pour violon et piano (1980)
- Trio avec piano (1976) pour violon, violoncelle et piano
- Quatuor à cordes (1974)